# Caristiidae
Caristiidae là danh pháp khoa học của một họ cá biển, nguyên được xếp trong phân bộ Percoidei của bộ Perciformes, nhưng gần đây được xếp lại trong bộ Scombriformes.

## Từ nguyên
Chi điển hình của họ là Caristius có lẽ nguồn gốc từ bán thần Carystus trong thần thoại Hy Lạp, hoặc χαριστία (caristia) - một lễ hội gia đình ở Roma cổ đại.

## Phân bố
Phân bố: Trên toàn thế giới. Dải tầng giữa biển khơi.

## Đặc điểm
Thân sâu. Vây lưng cao với đáy dài, gốc ở trên đầu; vây hậu môn với 17-22 tia mềm (mất tia gai); vây ngực với 16-21 tia. Vây bụng kéo dài, nối vào trước hoặc sau đáy vây ngực; với 1 tia gai và 5 tia mềm. Vây đuôi 15 tia, phân nhánh. Tia che nắp mang 7. Đốt sống 35-40. Gắn với thủy tức ống, bao gồm cả việc ăn chúng. Tên thường gọi trong tiếng Anh: veilfin (cá vây khăn chùm) hoặc manefish (cá bờm).
Phân họ Caristiinae (Caristius, Platyberyx): Miệng to với xương hàm trên vươn tới đường thẳng đứng đi qua mép sau của hốc mắt; vùng dưới hốc mắt hẹp (chiều rộng = 2-4% chiều dài tiêu chuẩn); hàm trên hoàn toàn rời với các xương dưới hốc mắt; răng vòm miệng và răng lá mía nổi rõ; đường bên khá phát triển, sự hiện diện của các vảy hình ống khác biệt hoặc không nổi rõ (dạng dấu vết); 36-49 đốt sống, không có xương gai đuôi; các tia vây linh hoạt và mềm dẻo.
Phân họ Paracaristiinae (Paracaristius, Neocaristius): miệng nhỏ, phần cuối của xương hàm trên hầu như không mở rộng quá đường thẳng đứng đi qua giữa mắt; hàm trên được bao phủ hoàn toàn bởi vùng dưới ổ mắt; vùng dưới ổ mắt rộng (chiều rộng = 9,5-14,5% chiều dài tiêu chuẩn); răng trên xương vòm miệng và xương lá mía không hoặc chỉ có trên đầu xương lá mía (Neocaristius); không thấy đường bên; 32-36 đốt sống, không xương gai đuôi; các tia vây yếu hoặc có thể gãy.

## Họ hàng
Phân tích phát sinh chủng loài phân tử cho thấy họ này dường như có quan hệ họ hàng gần với Bramidae.

## Các chi
Hiện tại người ta công nhận 19 loài trong 4 chi thuộc họ này:
- Phân họ Caristiinae
  - Caristius T. N. Gill & H. M. Smith, 1905: 8 loài.
  - Platyberyx Zugmayer, 1911: 6 loài.
- Phân họ Paracaristiinae
  - Neocaristius Stevenson & Kenaley, 2011: 1 loài (Neocaristius heemstrai).
  - Paracaristius Trunov, Kukuev & Parin, 2006: 4 loài.